# ダビューク郡 (アイオワ州)
ダビューク郡（英: Dubuque County）は、アメリカ合衆国アイオワ州東部の郡である。人口は9万9266人（2020年）。郡庁所在地はダビュークであり、同郡で人口最大の都市である。ダビューク郡は1834年に設立され、郡名はアイオワ州の初期開拓者ジュリアン・ダビュークに因んで名付けられた。
ダビューク郡はその全体でダビューク都市圏を構成している。

## 歴史

### 設立初期
ダビューク郡は、アイオワ州の初期ヨーロッパ人開拓者であり、現在のダビューク郡となった地域で鉱山の開発を指導したジュリアン・ダビュークに因んで名付けられた。ダビュークはフランス系カナダ人であり、先住民であるフォックス族インディアンと良好な関係を築いていた。ダビュークとその他初期開拓者は地域で鉱業と交易を魅力ある産業に育てた。鉛の埋蔵量が枯渇し始めたとき、開拓者はそれに代わる造船、貯木場、製粉、醸造および機械加工を発展させた。
ダビューク市が1833年に設立され、それが周辺の大規模開拓に進んだ。このことはローマ・カトリック教会が大いに奨励したことであり、教会は人口の少ない田園部にも教会を設立するために聖職者、司祭、修道女を派遣した。当初主にカトリック教徒のアイルランド人やドイツ人が移民として地域に入ってきた。1858年ダビューク郡にセントフランシス・カトリック教会が設立された。

### 20世紀
1980年代に農園危機が起こり、ダビューク郡を含むアメリカ合衆国中西部の多くの地域が影響を受けた。ダビューク郡ではディア・アンド・カンパニーやダビューク・パッキング・カンパニーなど農業関連産業への依存度が高かったので、失業率が急上昇した。1982年のある月には失業率が23％となり、国内最高だった。この時期に労働者が去っていったので、郡の人口は大きく減少した。それが回復したのは1990年代後半になってからであり、経済が製造業から離れて種々サービス関連産業に移行し、多様化が進んだ。

### 現在
1990年代からこの地域は大いに繁栄するようになった。今日、就業者数は記録的なものになり、人口が拡大した。特にダビューク市のウェストサイド、および近隣のペオスタやアズベリーで急成長している。これらの地域は急拡大してきたので、20年前との急激な変化への対応に努めることが大きな関心事である。
ダビューク郡は1834年に当時この地域を管轄していたミシガン準州議会によって組織化されたものであり、デモイン郡と共にアイオワ州では最初にできた2郡の1つである。
ダビューク市は1833年にアイオワ州では最初の都市として認可された。

## 郡政府
ダビュークの郡政は全郡を選挙区として選出される3人の郡政委員が構成する郡政委員会が行っている。委員会はダビューク郡庁舎で隔週の月曜日午前9時から午後7時まで開催されている
郡保安官部は郡内全域、特に独自の警察組織が無い地域の法執行を担当している。保安官部はダビューク市・郡法執行センターにある。

### 政治
ダビューク郡は過去13回の大統領選挙で一貫して民主党候補を支持してきた。過去5回を見ると、共和党候補との得票率差は13.8％から19.6％だった。アメリカ合衆国下院議員の選挙ではアイオワ州第1選挙区に属し、2012年時点で民主党議員を送り出している。

## 地理

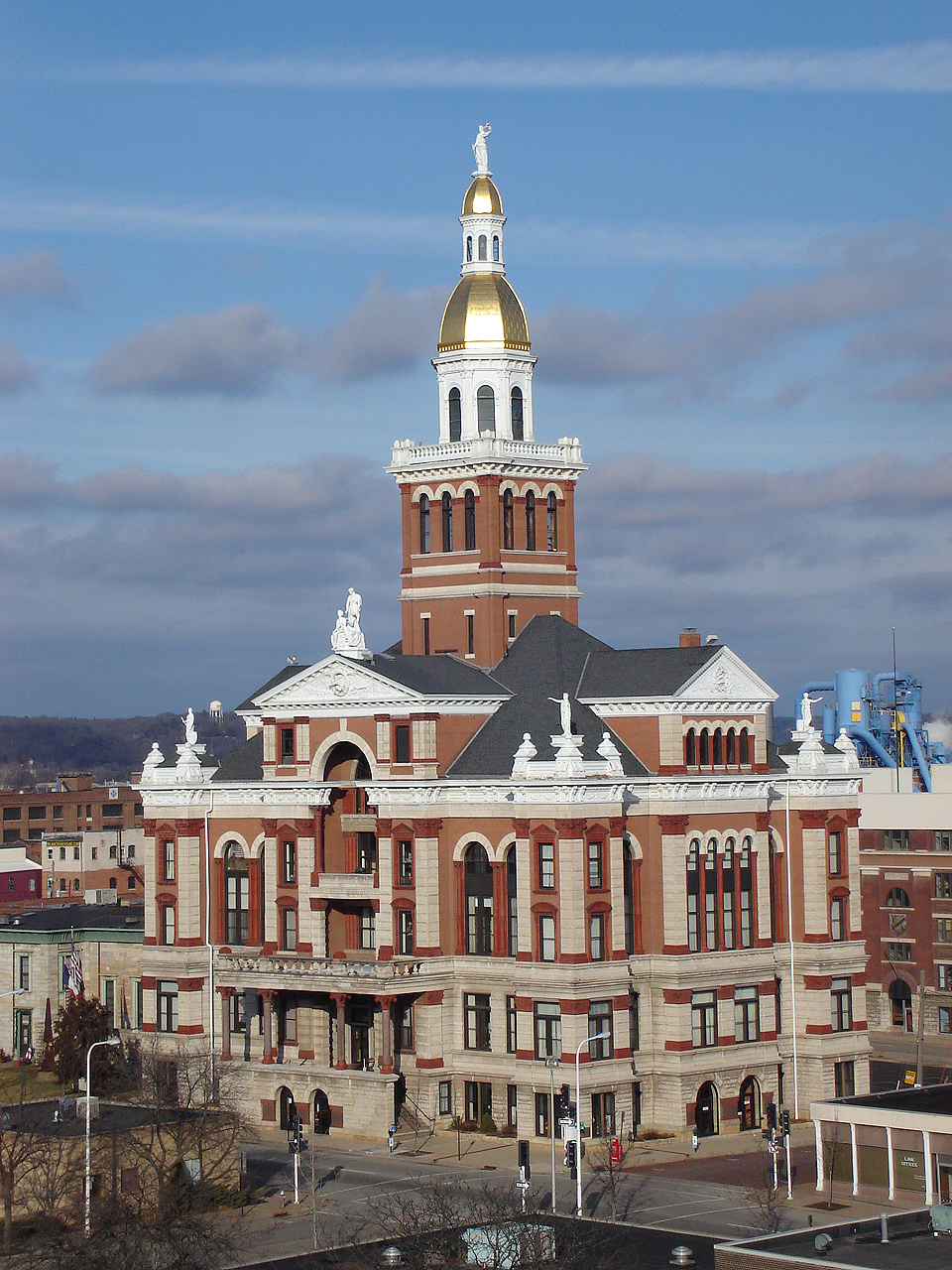
ダビューク郡庁舎、ボザール建築様式

アメリカ合衆国国勢調査局に拠れば、郡域全面積は616.56平方マイル (1,596.9 km2)であり、このうち陸地608.16平方マイル (1,575.1 km2)、水域は8.41平方マイル (21.8 km2)で水域率は1.36％である。
郡庁所在地はダビューク市であり、郡内では東中部、ミシシッピ川沿岸に位置している。郡東部は、地形が平坦ではない郡西部とはっきり異なっている。ミシシッピ川に隣接するダビューク市と周辺地域には急峻な丘陵、崖および谷が多い。また大半がうねりのある農地となっている西部に比べて、東部は深い森が多い。
ダビューク郡はミシシッピ川沿岸の全長にわたってある印象的な崖で広く知られている。これらはアイオワ州の溶岩流地域の一部であり、またドリフトレス（漂礫岩なし）地域とも言われる。最終氷河期、氷河はイリノイ州東部、ウィスコンシン州、アイオワ州東部を平坦にしたが、ダビューク郡近くのミシシッピ川沿岸は氷河の流れが無く、ドリフトレス地域は異常に岩が露出している。

### 郡区
ダビューク郡は17の郡区に分割されている。
| - カスケード郡区 - センター郡区 - コンコード郡区 - ドッジ郡区 - ダビューク郡区 - アイオワ郡区 | - ジェファーソン郡区 - リバティ郡区 - モサレム郡区 - ニューワイン郡区 - ペルー郡区 - プレーリークリーク郡区 | - テーブルマウンド郡区 - テイラー郡区 - バーノン郡区 - ワシントン郡区 - ホワイトウォーター郡区 |

### 主要公園
アイオワ州天然資源管理省が郡内の3つの公園と保存地を管理している。
- リトルマコケタ川マウンズ州立保存地
- マインズ・オブ・スペイン州立レクリエーション地域、E・B・ライアンズ自然センター
- ホワイトパインホロー州有森林

ダビューク郡環境保全委員会は郡内の11の公園とレクリエーション地域を管理している。
| - バンクストン公園 - フィルモア・レクリエーション地域・水路 - フィンレーズランディング公園 - ヘリテージ・トレイル・池 - 州間パワー森林保存区 - マッシーマリーナ公園 | - マッドレイク公園 - ニューワイン公園 - ポールマン・プレーリー保存区 - スイスバレー自然公園・保存区 - ホワイトウォーターキャニオン公園 |

ダビューク市などの郡内の町もそれぞれの公共公園体系を運営している。

### 主要高規格道路
| - アメリカ国道20号線 - アメリカ国道52号線 - アメリカ国道61号線 - アメリカ国道151号線 | - アイオワ州道3号線 - アイオワ州道32号線 - アイオワ州道136号線 |

### 隣接する郡
- クレイトン郡 - 北
- グラント郡 (ウィスコンシン州) - 北東
- ジョーデイビース郡 (イリノイ州) - 東
- ジャクソン郡 - 南東
- ジョーンズ郡 - 南西
- デラウェア郡 - 西

### 国立保護地域
- ドリフトレス地域国立野生生物保護区（部分）
- ミシシッピ川上流国立野生生物魚類保護区（英語版） （部分）

## 経済
ダビューク郡の経済は昔から、ディア・アンド・カンパニーや現在は無くなったダビューク・パッキング・カンパニーなどを筆頭に重工業で推進されてきた。しかし最近15年間、特にこの5年間に経済は大きく多様化した。現在でも数千人を雇用している製造業以外に、観光・狩猟、医療、教育、出版、金融などサービス産業が雇用を生んでいる。
郡経済はダビューク市内の企業・産業を中心に動いている。カスケード、ダイアーズビル、ペオスタなど工業化された地域を除き、郡内は田園部であり、農業が推進力である。郡内の重要な企業としては、ディア・アンド・カンパニー、イーグル・ウィンドウ・アンド・ドア、フレックッススティール・インダストリーズ、サーモフィッシャー・サイエンティフィック、Mi-T-M・コーポレーション、A・Y・マクドナルド製造、クラウア製造、ジョージア・パシフィック、スイスバレー・ファームズがある。これ以外にダビューク・コミュニティ教育学区、マーシー医療センター、メディカル・アソシエイツ、フィンリー病院、プルデンシャル・ファイナンシャル、ダビューク市役所、コッティンガム・アンド・バトラーで働く人々も多い。

### 経済成長
近年のダビューク郡は雇用機会の増加、すなわち低い失業率、また急速な事業と商業の拡大を経験している。これには人口の増加も伴っている。1990年に86,403人と底を経験したが、2010年には93,000人を超え、増加し続けている。特にダビューク市のウェストサイド、および近隣のペオスタやアズベリーで顕著である。この事実は、ダビューク郡を取り囲む郡が全て1900年代よりも人口を減らしていることを考えると、特に重要である。ただし、ミシシッピ川の対岸にあるウィスコンシン州グラント郡は人口が増加している。

## 人口動態

### 2010年国勢調査
以下は2010年国勢調査による人口統計データである。
基礎データ
- 人口: 93,653人
- 人口密度: 59人/km2（154人/mi2）
- 住居数: 38,951軒
- 使用住居: 36,815軒[7]

### 2000年国勢調査

2000人口ピラミッド

以下は2000年国勢調査による人口統計データである。
| 基礎データ - 人口: 89,143人 - 世帯数: 33,690 世帯 - 家族数: 23,111 家族 - 人口密度: 57人/km2（147人/mi2） - 住居数: 35,505軒 - 住居密度: 23軒/km2（58軒/mi2） 人種別人口構成 - 白人: 97.07% - アフリカン・アメリカン: 0.86% - ネイティブ・アメリカン: 0.15% - アジア人: 0.58% - 太平洋諸島系: 0.09% - その他の人種: 0.50% - 混血: 0.76% - ヒスパニック・ラテン系: 1.19% 年齢別人口構成 - 18歳未満: 25.6% - 18-24歳: 10.2% - 25-44歳: 27.2% - 45-64歳: 22.3% - 65歳以上: 14.7% - 年齢の中央値: 36歳 - 性比（女性100人あたり男性の人口） - 総人口: 94.4 - 18歳以上: 91.3 | 世帯と家族（対世帯数） - 18歳未満の子供がいる: 33.1% - 結婚・同居している夫婦: 56.8% - 未婚・離婚・死別女性が世帯主: 8.7% - 非家族世帯: 31.4% - 単身世帯: 26.7% - 65歳以上の老人1人暮らし: 10.8% - 平均構成人数 - 世帯: 2.51人 - 家族: 3.07人 収入と家計 - 収入の中央値 - 世帯: 39,582米ドル - 家族: 48,742米ドル - 性別 - 男性: 31,977米ドル - 女性: 22,309米ドル - 人口1人あたり収入: 19,600米ドル - 貧困線以下 - 対人口: 7.8% - 対家族数: 4.9% - 18歳未満: 7.8% - 65歳以上: 11.0% |

## 都市と町

### 都市
| - ダビューク - 郡庁所在地 - ダイアーズビル - アズベリー - ボールタウン - バンクストン - バーナード - カスケード - セントラリア - デュランゴ - エプワース - ファーリー | - グラフ - ホリークロス - ラクセンバーグ - ニュービエナ - ペオスタ - リッカーズビル - セイジビル - シェリル - ワーシントン - ツウィングル |

### その他の町
- キーウェスト

## カレッジと大学
- カプリ美容術カレッジ
- クラーク大学
- ディバイン・ワールド・カレッジ
- エンマウス・バイブル・カレッジ
- ローラス・カレッジ
- ノースイースト・アイオワ・コミュニティカレッジ
- ダビューク大学
- ウォートバーグ神学校